# 常口アトム
株式会社常口アトム（じょうぐちアトム）は、北海道札幌市に本社を置く不動産会社。

## 概要
前身は1992年に「常口」と「南海道ホーム」を統合して設立され、その後「常口釧路」を統合し現在に至る。
北海道を中心としたアパート・マンション・一戸建・テナントの賃貸仲介と不動産運用・管理、不動産売買、および住まいに関する付加サービスを提供する不動産総合企業である。
賃貸仲介件数は、北海道で1位、全国でも8位にランキングされている。管理戸数も北海道で1位。

## 企業理念
『暮らしと住まいを通して地域社会に貢献し、顧客に愛される会社を目指します』

## グループ会社
- 常口アトム青森
- ミッド北海道
- ジェイクレディ株式会社

## 沿革
- 1992年（平成4年）2月 - 株式会社常口アトムを設立、「株式会社常口」及び「株式会社南海道ホーム」の業務の一部を引き継ぎ21店舗体制にて営業を開始
- 2002年（平成14年）
  - 5月 - 千歳店を開設
  - 7月 - 不動産管理部を札幌市内5地区に開設
  - 11月 - 恵庭店を開設
  - 12月 - 小樽店を開設
- 2003年（平成15年）
  - 4月 - 株式会社常口ハウザーと合併し51店舗体制にて営業開始
  - 11月 - 苫小牧店開設（現：苫小牧支店）
  - 12月 - 商業施設北営業所開設（現：札幌北24条支店）
- 2004年（平成16年）
  - 2月 - 商業施設札幌白石営業所開設
  - 4月 - 商業施設札幌豊平営業所開設
  - 8月 - 江別店開設、帯広店開設（現：帯広支店）
  - 10月 - FC事業推進部開設
  - 12月 - FC東室蘭店開設、商業施設札幌西営業所開設
- 2005年（平成17年）
  - 1月 - 不動産総合サイト「jogjog.com」をリリース、北見店開設、法人営業部札幌駅前店開設
  - 8月 - FC登別室蘭店開設、岩見沢店開設
  - 10月 - FC日専連網走店開設

- 2008年（平成20年）
  - 4月 - 株式会社常口アトム仙台設立、株式会社ヒズコーポレション設立
  - 6月 - 青森駅前店開設
- 2009年（平成21年）
  - 4月 - 株式会社常口アトム東京設立
  - 9月 - 盛岡駅前店開設
  - 10月 - 株式会社常口コミュニケーションズ設立
- 2010年（平成22年）1月 - 株式会社常口住宅販売の不動産売買仲介事業を継承
- 2011年（平成23年）
  - 6月 - 本社移転（札幌市白石区から札幌市中央区北2条西3丁目へ移転）
  - 11月 - 北3条オフィス開設
- 2013年（平成25年）10月 - 人事考課制度を導入
- 2015年（平成27年）4月 - 福利厚生の拡充策として団体定期保険導入
- 2016年（平成28年）
  - 4月 - 給与制度の抜本的改正（ノルマ制の廃止）
  - 9月 - 株式会社常口アトム東京、株式会社ヒズコーポレーション及び株式会社常口コミュニケーションズを吸収合併
  - 10月 - 苫小牧支店開設
  - 11月 - 札幌白石支店開設、旭川支店開設、帯広支店開設、函館支店開設（現：函館五稜郭店）
- 2017年（平成29年）
  - 3月 - 札幌北店開設（現：札幌北24条支店）、下川町と包括連携協定を締結
  - 4月 - 福利厚生の拡充策として退職金制度・永年勤続表彰制度・登録型再雇用制度を導入
  - 6月 - 札幌元町支店開設、札幌南平岸支店開設
  - 7月 - 札幌琴似支店開設
  - 8月 - 札幌大通支店開設
  - 12月 - 北見支店開設、千歳支店開設
- 2019年（平成31年/令和元年）
  - 4月 - 不動産総合サイト「jogjog.com」をリニューアル
  - 8月 - ジェイクレディ株式会社設立
  - 10月 - 営業店舗の定休日制度導入（毎週水曜日）
  - 11月 - JOGパーク北2西28オープン（コインパーキング事業開始）
- 2020年（令和2年）
  - 4月 - 物件検索アプリ「jogjog」リリース
  - 6月 - 非対面営業「StayHome賃貸」開始、ノー残業デー（毎週火・木）の導入（1月～3月除く）
  - 8月 - 厚別区厚別中央3条3丁目のビルを取得し「新さっぽろ支店」開設、新札幌駅前店を「新さっぽろ支店 新札幌駅前サテライト店」に名称変更
  - 9月 - 当社初となる不動産建築による「函館支店」開設
  - 10月 - 釧路支店開設
- 2021年（令和3年）
  - 4月 - 北海道ガス株式会社と株式会社北海道銀行との「業務提携」締結、福利厚生の拡充策として育児短時間勤務制度を一部改訂
  - 6月 - 自社所有「三井アパート」の大規模リニューアルを行い、「JOG RESTA北広島」に物件名称変更
  - 10月 - 札幌北24条支店開設、北18条店を札幌北24条支店へ統合
  - 12月 - JOG30周年感謝祭キャンペーン第1弾の開催、物件検索アプリ「jogjog」10,000ダウンロード突破

- 2022年（令和4年）
  - 4月 - 自社ビル「JOG BLD」（北1条西18丁目）を取得、女性活躍推進法に基づく行動計画策定
  - 5月 - 社内トレーニー公募制度の導入
  - 6月 - JOG30周年感謝祭キャンペーン第2弾の開催
  - 7月 - 組織改編　女性活躍・CSR推進室設置
  - 10月 - 新中期経営計画「CS2027」策定、新人事制度制定、有給休暇積立制度導入、時差勤務制度導入、行政書士法人第一事務所と「家族信託」に関する業務提携契約を締結

- 2023年（令和5年）
  - 4月 - 琴似中央店を札幌琴似支店へ統合、苫小牧支店を移転リニューアル、苫小牧東店を苫小牧駅前店へ統合、函館五稜郭店を移転リニューアル
  - 5月 - 空き家巡回サービス「JOG空き家サポート」開始、子会社（株式会社常口アトム仙台）の株式を譲渡、新札幌駅前サテライト店を新さっぽろ支店へ統合（現：新さっぽろ店）
  - 6月 - 「ワーク・ライフ・バランスplus企業認証」を取得、北海道働き方改革推進企業認定制度「シルバー認定」を取得、北34条店を札幌北24条支店へ統合
  - 7月 - さっぽろ市民子育て支援宣言
  - 9月 - 安平町と包括連携協定を締結
  - 10月 - 川沿店を澄川駅前店へ統合、環状通東駅前店を札幌元町支店、東区役所前店へ統合、新道東店を栄町店へ統合、全額会社負担による医療保障保険制度導入

- 2024年（令和6年）
  - 4月 - 旭川東光店を移転リニューアル
  - 7月 - プレスト1・7ビル（札幌市中央区北1条西7丁目）を取得
  - 8月 - 手稲店を手稲北口店に統合、手稲北口店を手稲店へ改称、東札幌店を菊水駅前店、白石駅前店へ統合
  - 9月 - 学園前店を平岸店へ統合
  - 10月 - 札幌中央管理センター、札幌西・手稲管理センター、広域管理営業部2課を第1不動産管理営業部へ統合

- 2025年（令和7年）
  - 6月 - 常口アトム盛岡　事業終了
  - 7月 - 円山駅前店を円山公園店へ統合、不動産管理部門　定休日制度導入（毎週日曜日）

## イメージキャラクター
- 錦鯉（2022年秋より）

過去のキャラクター
- 山本梓（2006年より）
- NEXTAGE（2013年秋より[3]）
- 長尾寧音（2016年）
- 上杉周大（2020年 - 2022年夏）

## CMソング
2007年
DEEN「虹の彼方へ」
2007年12月〜
NIRGILIS「Brand New Day」
2008年
moumoon「looking for myself」
2009年
TRIPLANE「ALWAYS」
2009年12月〜
SHANADOO「real intention」
2011年1月〜
theDrownerz「勇気のハンマー」
2012年
FLiP「ワンダーランド」
2012年12月〜
√5「ボク時々、勇者」
2013年9月〜
月光グリーン「はじまりの光」

## 不祥事

### 1度目の婦女暴行事件
2009年10月5日、同社社員が女性入居者の居室にオートロックの暗証番号を入力して職務上取り扱いできる合鍵で侵入し、女性に乱暴を働いた。また2010年4月にも別の女性の居室に合鍵で侵入して乱暴を働いた。この社員は2010年4月26日に4月の事件に対するわいせつと住居侵入罪容疑で逮捕され、翌日懲戒解雇となった。その後、同年5月20日に前年10月の事件について強姦罪と住居侵入で再逮捕された。常口アトムは、「入居者の信頼を裏切り、大変申し訳ない。鍵の管理体制を強化し、再発防止に努めたい」と謝罪した。
同年7月30日に、札幌地方裁判所で初公判と論告求刑が行われ、被告人は起訴事実を認め、検察側より懲役6年の求刑がなされた。同年8月19日、求刑通り懲役6年の判決が下された。園原敏彦裁判長は、判決理由で「仕事上教えられていたオートロックの暗証番号を使い解錠したりとか、合鍵を作ったりするなど、仕事上の立場を悪用した犯罪である。被害者の恐怖や心の傷は容易に消えない」と断罪している。
2010年9月13日付でこの事件と下記の暴行事件に対する同社社長の謝罪文が掲載された。また、この社員の逮捕から1ヵ月後の5月27日からコンプライアンス委員会鍵分科会が発足し、鍵管理を強化した。

### 上記の婦女暴行がらみの詐欺未遂事件
北海道警察白石署の巡査が、常口アトムの社長に、この強姦事件を材料として、探偵を騙り300万円を脅し取ろうとしたとして、2010年7月6日に逮捕された。その後同年9月20日、同巡査に対して懲役1年6ヶ月の判決が札幌地方裁判所より言い渡された。

### 2度目の婦女暴行事件
2010年8月23日、別の社員が女性を性的暴行目的で襲ったとして逮捕された。この社員は、同日午前4時半頃に札幌市中央区の路上で帰宅途中だった女性をワゴン車ではね、脳機能不全に陥らせた後に、その数分後には別の女性を殴るなどの暴行を加え、顔や足などに軽傷を負わせた。最初の女性はその後2010年9月4日に死亡した。またこの社員はアルコールを摂取した後に犯行に及んでおり、殺意はなかったと主張している。
札幌地検はこの事件に対し刑事責任能力を確認するため、鑑定留置を札幌簡裁に請求した。請求は同年10月30日に認められ、期間は10月1日から12月20日までに判断した結果。精神鑑定の結果、刑事責任を問えると判断され、12月22日に札幌地検はこの元社員を殺人と強姦致死の罪で起訴した。
この社員は2010年8月24日に懲戒解雇され、翌日に同社はHP上で24時間テレビのチャリティーイベントの中止を発表した。それと併せて、8月29日に札幌元町店にて山本梓と共にチャリティーイベントも予定されていたが中止となり、同日、札幌元町店は休業状態となった。
この事件で江別の別の不動産業者がこの社員の同姓の名前だったことで風評被害を被り、業者ホームページ上で事実無根とアナウンスされた。2011年1月13日江別署は虚偽中傷した静岡県富士市に住む男を信用毀損の疑いで書類送検した。同署によると、ネット上の書き込みに対して信用毀損容疑で摘発するのは道内初の事である。

## 備考
- 禁煙パイポのテレビCMを元ネタにしたパロディCMを制作したことがある[27]。